# Дашиева, Татьяна Цыреновна
Татьяна Цыреновна Дашиева ― российская бурятская художница, Заслуженный художник Республики Бурятия.

## Биография
Родилась 18 августа 1953 года в селе Холтосон Закаменского района Бурятской АССР.
После учёбы в средней школе поступила в Улан – Удэнское педагогическое училище художественно-графическое отделение, которое окончила в 1975 году. В училище была ученицей у Народного художника Бурятской АССР, Героя Советского Союза Георгия Москалёва.
В 1978 году начала работать в Художественном фонде Союза художников Бурятской АССР. С работой совмещала учёбу по ткачеству из конского волоса у народного мастера Н. И. Дульбиновой.
С 1980 года является постоянным участником республиканских, зональных, российских, всесоюзных, зарубежных выставок, в том числе в Художественном музее имени Цыренжапа Сампилова в 2011 году, выставка называлась «Женщины и цветы». В 1987 году стала членом Союза художников России.
Татьяна Дашиева создала такие работы, как: гобелены «Бурятский Хубсар» (1982), «Жаргалма» (1983), «Горы Бурятии» (1983), «Хатар» (1984), «Семья» (1985), «Кожемялка» (1985), «Край мой, Закамна» (1987), «Утро» (1987), «У озера» (1988), «Просторы Бурятии» (1988), «Друзья» (1990), «Водопад» (1995), «Шаман» (2001).
Её произведения находятся в Художественном музее имени Цыренжапа Сампилова, в Музее истории Бурятии имени Матвея Хангалова, в Этнографическом музее народов Забайкалья в Улан-Удэ, в Кяхтинском краеведческом музее имени Владимира Обручева, в Усть-Ордынском краеведческом музее, в Иркутском областном художественном музее имени Владимира Сукачёва, в Министерстве культуры Российской Федерации, в музеях городов Кемерова, Новосибирска, Читы и в частных коллекциях.
За вклад в культуру народов республики Указом Президента Бурятии Татьяне Дашиевой присвоено звание «Заслуженный художник Республики Бурятия».